# Jean Baptiste Rochambeau
Jean Baptiste Donacià de Vimeur, comte de Rochambeau (Vendôme, 1 de juliol de 1725 - Thoré-la-Rochette, 10 de maig de 1807) fou un militar francès.
Destinat de primeres a la carrera eclesiàstica, la mort del seu germà gran canvià el seu destí, i als disset anys ingressà en un regiment de cavalleria i feu consecutivament les campanyes de Bohèmia, de la Baviera i del Rin. Després per la seva conducta en la presa de Namur, ascendí a coronel quan només comptava vint-i-dos anys i comandà un regiment a la de Lafelt, on fou ferit greument.
També assistí al setge de Maastricht: el 1756 es distingí pel seu valor en l'expedició contra Menorca i el 1758 i 1758 va estar en la campanya d'Alemanya. Ascendí a general de divisió el 1761 i el mateix any fou nomenat inspector de la cavalleria, ascendint a tinent general el 1780, després d'haver prestat serveis valuosos.
El mateix any fou enviat a Amèrica del Nord al cap de 6.000 homes, s'uní a Washington i contribuí a la victòria de Yorktown, en la qual fou derrotat el general anglès Cornwallis, pel que el Congrés americà, després del reconeixement de la independència, li testimonià el seu agraïment.
Al seu retorn a França assolí la Comandància general de la Picardia; el 1788 tingué escó en l'Assemblea de notables i el 1790 fou nomenat comandant general d'Alsàcia, rebent el 1791 el bastó de mariscal de França. El 1792, per desacord amb el general Dumorier, que llavors era ministre de la Guerra, presentà la dimissió i es retirà a les seves possessions, essent empresonat durant l'època del Terror, per a recobra poc temps després la llibertat.
Finalment, el 1803 Napoleó li reconegué el seu grau i li concedí la pensió corresponent. Les seves Mémoires foren publicades per Lucio de Laucival (2 volums, París, 1809).